# The Sound of Wilson Pickett
The Sound of Wilson Pickett är ett album av Wilson Pickett släppt 1967 på Atlantic Records. "Funky Broadway" var albumets hitlåt, men det mesta på albumet anses komma upp i samma standard som den låten. "I Found a Love" var stor på billboards R&B-lista.

## Låtar på albumet
1. "Soul Dance Number Three"
2. "Funky Broadway"
3. "I Need a Lot of Loving Every Day"
4. "I Found a Love, Part I"
5. "I Found a Love, Part II"
6. "You Can't Stand Alone"
7. "Mojo Mamma"
8. "I Found the One"
9. "Something Within Me"
10. "I'm Sorry About That"
11. "Love Is a Beautiful Thing"